# 野崎村 (栃木県)
野崎村（のざきむら）は栃木県の北東部、那須郡に属していた村である。

## 地理
- 河川：箒川

## 歴史
- 1889年（明治22年）4月1日 町村制施行により、薄葉村、平沢村、上石上村、下石上村、沢村、豊田村、成田村が合併し那須郡野崎村が成立する。「野崎」の地名は、このころ東那須野・西那須野村など那須野によった新村名が生まれたので、この地が「那須野」の「崎」に当たることより名付けられた。
- 1897年（明治30年）2月25日　日本鉄道野崎駅が開業する。
- 1954年（昭和29年）12月31日 大田原市と塩谷郡矢板町へ分割編入する。
  - 薄葉、平沢、上石上、下石上が大田原市へ編入する。
  - 沢、豊田、成田が塩谷郡矢板町へ編入する。

## 行政

### 町長
| 代 | 氏名       | 就任                   | 退任                   | 備考         |
| -- | ---------- | ---------------------- | ---------------------- | ------------ |
| 1  | 伊東喜一郎 | 1889年（明治22年）5月  | 1897年（明治30年）5月  |              |
| 2  | 渡辺勇三   | 1897年（明治30年）5月  | 1900年（明治33年）10月 |              |
| 3  | 手塚又平   | 1900年（明治33年）10月 | 1902年（明治35年）8月  |              |
| 4  | 蛭田儀平   | 1902年（明治35年）9月  | 1905年（明治35年）5月  |              |
| 5  | 長島冨三   | 1905年（明治38年）6月  | 1906年（明治39年）1月  |              |
| 6  | 大貫初一郎 | 1906年（明治39年）1月  | 1907年(明治40年)3月    |              |
| 7  | 蛭田初太郎 | 1907年（明治40年）3月  | 1908年（明治41年）10月 |              |
| 8  | 中山菊次郎 | 1908年（明治41年）10月 | 1912年（大正元年）10月 |              |
| 9  | 小野崎正雄 | 1912年（大正元年）10月 | 1916年（大正5年）11月  |              |
| 10 | 蓮見佐太郎 | 1916年（大正5年）11月  | 1924年（大正13年）11月 |              |
| 11 | 相沢猛     | 1924年（大正13年）11月 | 1929年（昭和4年）7月   |              |
| 12 | 江面金吾   | 1929年（昭和4年）7月   | 1931年（昭和6年）5月   |              |
| 13 | 橋本益平   | 1931年（昭和6年）5月   | 1934年（昭和9年）2月   |              |
| 14 | 江面新一郎 | 1934年（昭和9年）2月   | 1936年（昭和11年）11月 |              |
| 15 | 伊東儕     | 1936年（昭和11年）11月 | 1938年（昭和13年）10月 |              |
| 16 | 小野崎正雄 | 1939年（昭和14年）2月  | 1941年(昭和16年)8月    | 再任         |
| 17 | 渡辺庄二郎 | 1941年（昭和16年）9月  | 1947年（昭和22年）2月  |              |
| 18 | 町井金市郎 | 1947年（昭和22年）4月  | 1951年（昭和26年）4月  |              |
| 19 | 白石久博   | 1951年（昭和26年）4月  | 1954年（昭和29年）12月 | 町村合併まで |

## 交通

### 鉄道
- 日本国有鉄道（現：東日本旅客鉄道）
  - 東北本線：野崎駅